# Max Besuschkow
Max Besuschkow (Tübingen, 31 mei 1997) is een Duits voetballer die sinds 2019 uitkomt voor Jahn Regensburg. Besuschkow is een middenvelder.

## Clubcarrière
Besuschkow is een jeugdproduct van VfB Stuttgart. In 2015 stroomde hij door naar het B-elftal van de club, dat toen uitkwam in de 3. Liga. Voor het eerste elftal kwam hij echter nooit in actie tijdens een officiële wedstrijd. In januari 2017 maakte hij de overstap naar Eintracht Frankfurt. Een maand later maakte hij er zijn debuut in de Bundesliga: in de thuiswedstrijd tegen SV Darmstadt 98 (2-0) op 5 februari 2017 mocht hij in de 88e minuut invallen voor Omar Mascarell.
In de tweede helft van het seizoen 2017/18 werd hij uitgeleend aan Holstein Kiel, maar daar kwam hij slechts één keer in actie. In de zomer van 2018 werd hij voor twee seizoenen uitgeleend aan Union Sint-Gillis. Desondanks haalde Frankfurt hem in juni 2019 al terug naar Duitsland om hem te verkopen aan Jahn Regensburg.

## Clubstatistieken
| Seizoen         | Club                | Land               | Competitie           | Competitie | Competitie | Beker | Beker | Europees | Europees | Totaal | Totaal |
| Seizoen         | Club                | Land               | Competitie           | Wed.       | Dlp.       | Wed.  | Dlp.  | Wed.     | Dlp.     | Wed.   | Dlp.   |
| --------------- | ------------------- | ------------------ | -------------------- | ---------- | ---------- | ----- | ----- | -------- | -------- | ------ | ------ |
| 2015/16         | VfB Stuttgart II    | Vlag van Duitsland | 3. Liga              | 33         | 4          | 0     | 0     | —        | —        | 33     | 4      |
| 2016/17         | VfB Stuttgart II    | Vlag van Duitsland | Regionalliga Südwest | 19         | 3          | 0     | 0     | —        | —        | 19     | 3      |
| 2016/17         | Eintracht Frankfurt | Vlag van Duitsland | Bundesliga           | 3          | 0          | 1     | 0     | —        | —        | 4      | 1      |
| 2017/18         | Eintracht Frankfurt | Vlag van Duitsland | Bundesliga           | 0          | 0          | 0     | 0     | —        | —        | 0      | 0      |
| 2017/18         | → Holstein Kiel     | Vlag van Duitsland | 2. Bundesliga        | 1          | 0          | 0     | 0     | —        | —        | 1      | 0      |
| 2018/19         | → Union Sint-Gillis | Vlag van België    | Eerste Klasse B      | 26         | 0          | 5     | 0     | —        | —        | 31     | 0      |
| 2019/20         | Jahn Regensburg     | Vlag van Duitsland | 2. Bundesliga        | 32         | 6          | 1     | 1     | —        | —        | 33     | 7      |
| 2020/21         | Jahn Regensburg     | Vlag van Duitsland | 2. Bundesliga        | 32         | 3          | 3     | 0     | —        | —        | 35     | 3      |
| Carrière totaal | Carrière totaal     | Carrière totaal    | Carrière totaal      | 146        | 16         | 10    | 1     | 0        | 0        | 156    | 17     |

Bijgewerkt op 11 juni 2021

## Interlandcarrière
Besuschkow speelde voor verschillende Duitse jeugdcategorieën. Met Duitsland –17 nam hij in 2014 deel aan het EK onder 17 in Malta. Besuschkow speelde in alle groepswedstrijden mee en gaf in de eerste wedstrijd tegen Zwitserland –17 de assist voor de 1-0 aan Benjamin Henrichs. Duitsland werd op dit toernooi in de groepsfase uitgeschakeld.